# Lasmigona holstonia
Lasmigona holstonia é uma espécie de bivalve da família Unionidae.
É endémica dos Estados Unidos da América.